# Java Desktop System

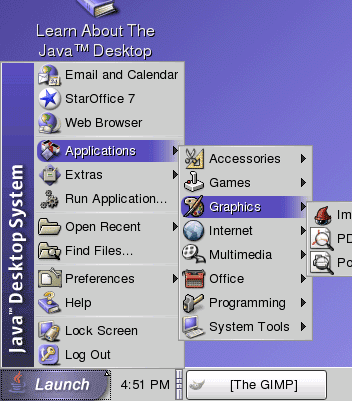
Java Desktop System

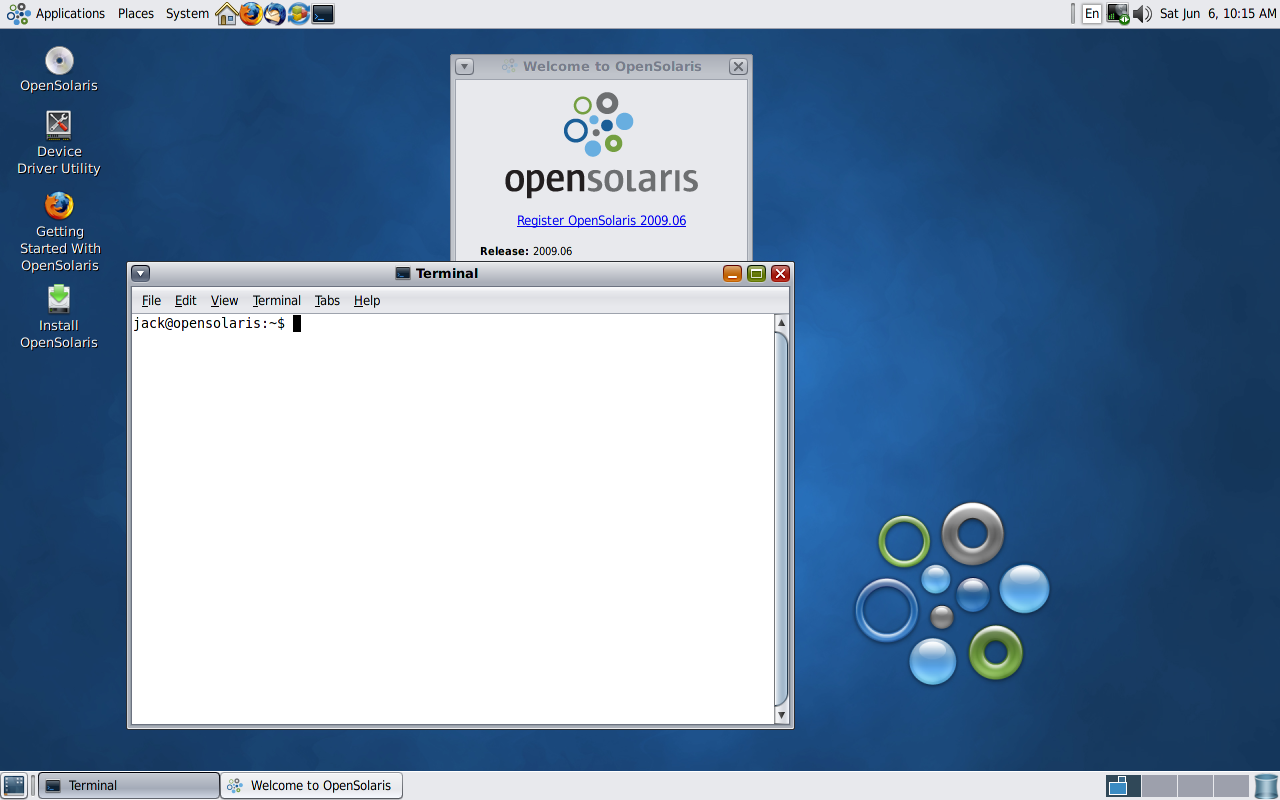
OpenSolaris 2009.06 Desktop

Sun Java Desktop System (JDS) hay còn gọi là OpenSolaris Desktop, là một môi trường desktop legacy được phát triển ban đầu bởi Sun Microsystems và sau đó là Oracle Corporation khi Oracle mua lại Sun năm 2010. Java Desktop System có sẵn cho Solaris và cũng có sẵn cho Linux. Phiên bản Linux đã bị dừng sau khi Solaris được phát hành dưới dạng phần mềm tự do nguồn mở vào năm 2005. Java Desktop System nhằm mục đích cung cấp một hệ thống quen thuộc với người dùng máy tính trung bình với một bộ phần mềm năng suất văn phòng đầy đủ như bộ ứng dụng văn phòng, một trình duyệt web, email, lịch, và tin nhắn tức thời.
Như tên gọi Java Desktop System gợi ý, nó thực sự được viết bằng  Java. Nó được built xung quanh một phiên bản tinh chỉnh của GNOME cùng với các dự án phần tự do phí phổ biến khác, được viết chủ yếu bằng C và C++, và được Sun Microsystems viết lại bằng Java. Tên gọi này cũng phản ánh việc quảng cáo sản phẩm của Sun như một lối thoát cho người dùng doanh nghiệp triển khai phần mềm được viết cho nền tảng Java.

## Phiên bản
Trước tiên, Sun đã phát hành bản phát hành xem trước của Gnome 1.4 trên một đĩa CD riêng cho Solaris 8.
JDS v2 bao gồm:
- Java
- GNOME (dùng theme Blueprint)
- StarOffice
- Mozilla
- Evolution
- MP3 và CD player
- Java Media Player của Java Media Framework
- Trình nhắn tin đa dịch vụ Gaim
- RealPlayer

JDS Release 2 có sẵn cho Solaris và các bản phân phối dựa trên SuSE.
JDS Release 3 phát hành năm 2005. Nó được được đóng gói trong Solaris 10 — khi cài đặt Solaris, người dùng có thể lựa chọn sử dụng CDE hay JDS. Nó dựa trên GNOME 2.6 và chỉ có sẵn cho nền tảng Solaris 10.

## OpenSolaris Desktop
OpenSolaris đã nhận được phiên bản riêng của Java Desktop System. OpenSolaris Desktop được gắn với hệ điều hành OpenSolaris, và không có lịch phát hành riêng.
OpenSolaris Desktop 01 (phát hành ngày 28 tháng 10 năm 2005) dựa trên GNOME 2.10 và OpenSolaris Desktop 02 (phát hành ngày 23 tháng 12 năm 2005) dựa trên GNOME 2.12. Phiên bản cuối cùng được phát hành cùng với việc phát hành OpenSolaris 2009.6, và nó dựa trên Gnome 2.24. Nó cũng bao gồm Firefox 3.1, OpenOffice 3 và Sun VirtualBox. Dòng OpenSolaris Desktop của Java Desktop System trở thành không còn tồn tại khi dự án OpenSolaris kết thúc.

## Khả dụng
Với sự kết thúc của dự án OpenSolaris, JDS Release 3 hiện là bản phát hành cuối cùng của dự án trên một hệ điều hành hiện được hỗ trợ –  Solaris 10. Các hệ điều hành mới hơn dựa trên Solaris đã từ bỏ Java Desktop System. Solaris 11 và các dự án dựa trên codebase OpenSolaris giống như OpenIndiana sử dụng một phiên bản stock của GNOME.